# Зондеркоманда
Зондеркоманда (Німецька: [ˈzɔndɐkɔˌmando], спецпідрозділ) — робочі підрозділи, що складалися з в’язнів німецьких нацистських таборів смерті. Вони складалися з ув’язнених, як правило, євреїв, які під загрозою власної смерті були змушені допомагати в утилізації жертв газових камер під час Голокосту. Зондеркоманди табору смерті, які завжди були в’язнями, не мали відношення до зондеркоманд СС, які були спеціальними підрозділами, сформованими з членів різних відділів СС між 1938 і 1945 роками.
Німецький термін був частиною нечіткої та евфемістичної мови, яку нацисти використовували для позначення аспектів остаточного рішення (наприклад, Einsatzkommando, «підрозділи розгортання»).

## Робітники фабрики смерті

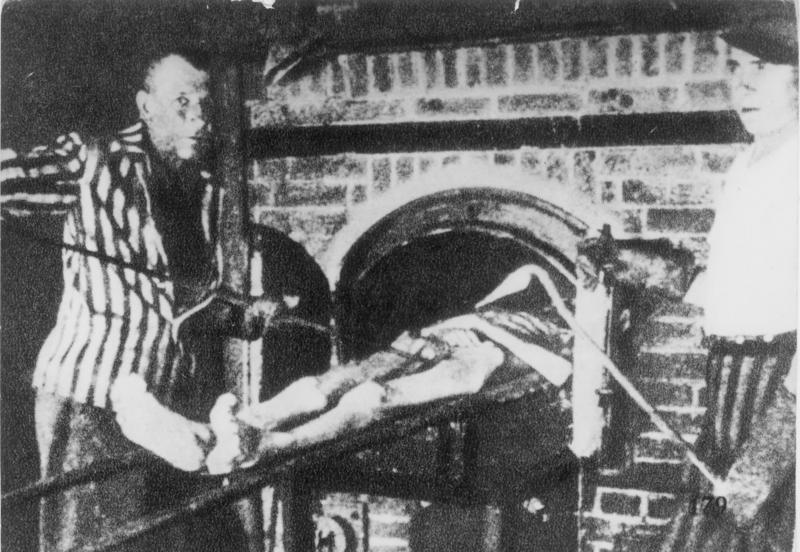
Крематорій у Дахау, травень 1945 року (фото зроблено після звільнення)

Члени зондеркоманд не брали безпосередньої участі у вбивствах; ця відповідальність була закріплена за СС, тоді як основним обов’язком було знешкодження трупів. У більшості випадків їх залучали відразу після прибуття до табору і змушували займати позиції під загрозою смерті. Їх не повідомляли заздалегідь про завдання, які вони мали виконувати. На свій жах, інколи солдати зондеркоманд виявляли серед тіл членів своєї родини. У них не було іншого способу відмовитися або звільнитися, окрім як покінчити життя самогубством. У деяких місцях і середовищах Зондеркоманду можна евфемістично називати Arbeitsjuden (Євреї для роботи). В інших випадках зондеркомандос називали Hilflinge (помічники). У Біркенау до 1943 року зондеркомандос нараховувала до 400 осіб, а коли угорських євреїв депортували туди в 1944 році, їхня кількість зросла до понад 900 осіб, щоб не відставати від почастішаючих вбивств і знищення.
Оскільки німцям потрібно було, щоб зондеркоманда залишалися фізично дієздатними, їм створювалися набагато менш жалюгідні умови життя, ніж іншим в’язням: вони спали у власних бараках і їм дозволялося зберігати та використовувати різноманітні речі, такі як їжа, ліки та сигарети, які ті приносили до табору, яких відправили в газові камери. На відміну від звичайних ув'язнених, їх зазвичай не вбивали охоронці. Їхні засоби до існування та корисність визначалися тим, наскільки ефективно вони могли підтримувати роботу нацистської фабрики смерті. У результаті члени зондеркоманд вижили в таборах смерті довше, ніж інші в’язні – але мало хто пережив війну.

## Повстання
В’язні зондеркоманд двічі брали участь у повстаннях.

### Треблінка
Перше повстання відбулося в Треблінці 2 серпня 1943 року. В’язні за допомогою дубліката ключа відкрили табірний арсенал і викрали від 20 до 25 гвинтівок, 20 ручних гранат і кілька пістолетів. О 3:45 вечора 700 євреїв розпочали атаку на табірну охорону СС і травників, яка тривала 30 хвилин. Вони підпалили будівлі та цистерну з пальним. Озброєні євреї напали на головні ворота, а інші намагалися перелізти на паркан. Близько 200 євреїв втекли з табору, але добре озброєна охорона вбила сотні інших. Вони викликали підкріплення СС із чотирьох міст, які встановили блокпости та переслідували втікачів на машинах і на конях. Зрештою вдалося втекти лише близько 100 в’язнів.

### Аушвіц
У жовтні 1944 року Зондеркоманда повстала в Крематорії IV в Освенцімі II. Місяцями молоді єврейські робітниці вивозили невеликі пакунки пороху з Weichsel-Union-Metallwerke, фабрики боєприпасів у промисловій зоні між головними таборами Аушвіц I і Аушвіц II. Порох передавали по ланцюжку контрабанди до Зондеркоманди в Крематорії IV. План полягав у знищенні газових камер і крематоріїв і піднятті повстання.

## Зображення в ЗМІ
Найперші зображення Зондеркомандо були загалом невтішними. Міклош Нішлі в книзі « Аушвіц: розповідь лікаря» описує зондеркоманду, яка насолоджувалася віртуальним бенкетом із люстрами та світлом свічок, оскільки інші в’язні помирали від голоду. Нішлі, визнаний колабораціоніст, який допомагав Йозефу Менгеле в його медичних експериментах над в’язнями Освенціма, здавалося б, мав хорошу позицію, щоб спостерігати за зондеркомандою в дії, оскільки він мав офіс у Крематорії II. Але деякі з його неточних фізичних описів крематоріїв зменшують його довіру в цьому відношенні. Історик Гідеон Ґрайф охарактеризував твори Нішлі як «міфи та інші неправильні та наклепницькі звіти» про зондеркоманду, яка процвітала через відсутність свідчень з перших рук членів зондеркоманд, які вижили. 

## Галерея
|                                                                    |
| «Зондеркоманда» в Аушвіц-Біркенау, Серпень 1944 р. Спалення трупів |

|                                                  |
| Зондеркоманда в Аушвіц-Біркенау, серпень 1944 р. |

|                                                                  |
| Зондеркоманда в Аушвіц-Біркенау, серпень 1944 р. Марш до «душів» |